# Wallace Shawn
Wallace Michael Shawn, född 12 november 1943 i New York i New York, är en amerikansk skådespelare och dramatiker.
Tillsammans med André Gregory skrev Shawn och spelade i filmen Min middag med André.
Shawn har skrivit en lång rad pjäser sedan debuten 1975. Den senaste, Evening at the Talk House, hade premiär på National Theatre i London i december 2015; där Shawn också medverkade som skådespelare.
Shawn har också medverkat i TV-serien Young Sheldon som pågick mellan 2017-2024, då han spelade som "Meemaws" pojkvän och Sheldons fysik lärare.

## Filmografi (i urval)
- 1979 – Manhattan
- 1983 – Oss fifflare emellan
- 1984 – En kvinnas röst
- 1987 – Bleka dödens minut
- 1989 – Håll tassarna borta från min dotter
- 1994 – Mrs. Parker and the Vicious Circle
- 1995 – Clueless
- 1995 – Toy Story (röst)
- 1997 – Ett päron till farsa i Las Vegas
- 1999 – Toy Story 2 (röst)
- 2001 – Skorpionens förbannelse
- 2003 – Spökhuset
- 2004 – Superhjältarna (röst)
- 2005 – Desperate Housewives (TV-serie) (avsnittet "They Asked Me Why I Believe in You)
- 2008–2012 – Gossip Girl (TV-serie) (11 avsnitt)
- 2010 – Toy Story 3 (röst)
- 2013–2014 – The good wife (TV-serie) (2 avsnitt)
- 2018–2024 – Young Sheldon (TV-serie)
- 2019 – Toy Story 4 (röst)
- 2019 – Marriage Story
- 2020 – Rifkins festival
- 2021 – Familjen Addams 2 (röst)